# Mutilation (demo)
Mutilation – szóste i zarazem ostatnie demo deathmetalowego zespołu Death wydane przed nagraniem pierwszego LP. Zostało wydane w 1986 roku. Na krążku znajdują się tylko trzy utwory, a całość trwa zaledwie 10 minut i 24 sekundy. „Mutilation” to także tytuł utworu zamykającego album.

## Lista utworów
1. „Land of No Return” – 2:48
2. „Zombie Ritual” – 4:22
3. „Mutilation” – 3:14